# Sony Interactive Entertainment Japan Studio
Japan Studio war ein japanisches Entwicklungsstudio für Computerspiele und ein hausinternes Tochterunternehmen des Konsolenherstellers Sony Interactive Entertainment, das sein Sitz in Tokio hatte. Das Studio wurde bekannt für seine Spielereihen Ape Escape, LocoRoco, Patapon, Gravity Rush und Knack. Daneben arbeitete es mit externen Entwicklerstudios an PlayStation-exklusiven Titeln wie Bloodborne. Es entstand 1993 parallel zur Entwicklung der ersten PlayStation-Konsole. 2021 wurde Sonys ältestes Entwicklungsstudio umstrukturiert und in diesem Zuge geschlossen, lediglich Team Asobi wurde beibehalten und eigenständig weitergeführt.

## Geschichte
Japan Studio hat seinen Sitz in Tokio und wurde am 16. November 1993 gegründet. Das Studio entwickelte eigene Titel und unterstützte unabhängige Studios bei der Entwicklung von Spielen für die verschiedenen PlayStation-Plattformen. Einige Entwicklerteams wurden prominent nach außen sichtbar und waren durch ihre individuellen Teamnamen identifizierbar. 2005 wurde es zusammen mit den anderen Entwicklerstudios organisatorisch zu den Sony Computer Entertainment Worldwide Studios (später: PlayStation Studios) zusammengeschlossen.
Anfang 2021 gaben mehrere Mitarbeiter von Japan Studio im Gespräch mit Video Games Chronicle bekannt, dass sie das Unternehmen verlassen werden. Gemäß mehrerer Quellen hatte Sony die meisten Mitarbeiterverträge mit Ausnahme von Team Asobi nicht verlängert, weil das Studio als nicht profitabel genug angesehen wurde, um mit der Entwicklung von Originalspielen fortzufahren. In einer Erklärung gab Sony an, Japan Studio zum 1. April 2021 aufzulösen. Von den Entwicklungsteams sollte lediglich Team Asobi als künftig eigenständiges Studio erhalten bleiben, um auf der Popularität von Astro’s Playroom aufzubauen. Die Abteilung zur Betreuung externer Entwicklungspartner (J.S.E.D.D.) wurde der Dachorganisation PlayStation Studios zugeordnet. Zum Zeitpunkt der Schließung war es das älteste aktive Entwicklerstudio von Sony.

## Bekannte Teams
Japan Studio beherbergte mehrere interne Entwicklungsteams. Sugar & Rockets, früher bekannt als Exact, arbeitete an Spielen wie Ghost in the Shell, Popolocrois, Jumping Flash!, Robbit Mon Dieu, und Covert Ops: Nuclear Dawn.

### Team Ico
Team Ico war ein von Fumito Ueda geleitetes Entwicklerteam, das mit Ico und Shadow of the Colossus ein zwar geringen, branchenintern jedoch sehr einflussreichen Output hatte. 2011 verließ Ueda das Unternehmen, das immer noch in Entwicklung befindliche Spiel The Last Guardian wurde in Zusammenarbeit mit Uedas neuem Studio Gen Design fortgeführt und 2016 veröffentlicht. Einige Team-Mitglieder wechselten mit Ueda zu Gen Design. Eine Auflösung des Teams wurde nie öffentlich kommuniziert, das Team trat seit dem Weggang Uedas namentlich aber auch nicht mehr in Erscheinung.
| Jahr | Titel                                       | Plattform     | Quellenangabe |
| ---- | ------------------------------------------- | ------------- | ------------- |
| 2001 | Ico                                         | PlayStation 2 |               |
| 2005 | Shadow of the Colossus                      | PlayStation 2 |               |
| 2011 | The Ico & Shadow of the Colossus Collection | PlayStation 3 |               |
| 2016 | The Last Guardian                           | PlayStation 4 |               |

### Team Gravity / Project Siren
Project Siren, auch bekannt als Team Gravity, war ein japanisches Studio-Team, das 1999 von ehemaligen Mitgliedern von Team Silent gebildet wurde, den Machern von Silent Hill. Das Team wurde geleitet von Game Designer und Director Keiichiro Toyama, der zusammen mit den Designern Kazunobu Sato und Junya Okura Ende 2020 Japan Studio verließ, um Bokeh Game Studio zu gründen.
| Jahr | Titel                   | Plattformen      | Quellenangaben |
| ---- | ----------------------- | ---------------- | -------------- |
| 2003 | Siren                   | PlayStation 2    | [ 10 ]         |
| 2006 | Forbidden Siren 2       | PlayStation 2    | [ 11 ]         |
| 2008 | Siren: Blood Curse      | PlayStation 3    | [ 12 ]         |
| 2012 | Gravity Rush            | PlayStation Vita | [ 13 ]         |
| 2015 | Gravity Rush Remastered | PlayStation 4    | [ 14 ]         |
| 2017 | Gravity Rush 2          | PlayStation 4    | [ 14 ]         |

### Team Knack
Team Knack war ein Entwickler-Team, das unter Leitung von Mark Cerny Exklusivtitel für die PlayStation 4 entwickelte.
| Jahr | Titel   | Plattformen   | Quellenangaben |
| ---- | ------- | ------------- | -------------- |
| 2013 | Knack   | PlayStation 4 | [ 15 ]         |
| 2017 | Knack 2 | PlayStation 4 | [ 16 ]         |

### Team Asobi
Team Asobi ist ein japanisches Studio-Team, das 2012 von Nicolas Doucet gegründet wurde, der zuvor für SIE London Studio und Saffire arbeitete. Bei Schließung des Japan Studio blieb es als einziges Entwicklerteam erhalten und wurde als eigenständiges Studio weitergeführt.
| Jahr | Titel                    | Plattformen   | Quellenangaben |
| ---- | ------------------------ | ------------- | -------------- |
| 2013 | The Playroom             | PlayStation 4 |                |
| 2016 | The Playroom VR          | PlayStation 4 |                |
| 2018 | Astro Bot Rescue Mission | PlayStation 4 | [ 14 ]         |
| 2020 | Astro’s Playroom         | PlayStation 5 | [ 17 ]         |

### PlayStation C.A.M.P.
Das Creator Audition Mash-up Project (C.A.M.P.) wurde 2008 ins Leben gerufen. Es arbeitete ähnlich einem Talentscout und unterstützte vor allem japanische Independent-Entwickler bei der Entwicklung kleinerer Kreativtitel, die über das PlayStation Network veröffentlicht wurden.
| Jahr | Titel                  | Plattformen          | Quellenangaben |
| ---- | ---------------------- | -------------------- | -------------- |
| 2009 | Trash Panic / Gomibako | PlayStation 3        | [ 19 ]         |
| 2010 | Patchwork Heroes       | PlayStation Portable | [ 20 ]         |
| 2012 | Tokyo Jungle           | PlayStation 3        | [ 21 ]         |
| 2013 | Rain                   | PlayStation 3        | [ 22 ]         |
| 2013 | Open Me!               | PlayStation Vita     | [ 23 ]         |

### External Development Department
Das Japan Studio External Development Department (J.S.E.D.D.) war üblicherweise verantwortlich für die Zusammenarbeit mit größeren externen Entwicklerstudios, damit unter anderem beteiligt an Titeln wie Soul Sacrifice (Delta) und Freedom Wars. Mit der Schließung des Japan Studio wechselte die Abteilung unter das Dach der PlayStation Studios.

## Entwickelte Spiele

### 1994–1998
| Jahr | Titel                                                                | Plattformen | Quellenangaben |
| ---- | -------------------------------------------------------------------- | ----------- | -------------- |
| 1994 | Crime Crackers                                                       | PlayStation | [ 24 ]         |
| 1995 | Victory Zone                                                         | PlayStation | [ 24 ]         |
| 1995 | Rapid Reload                                                         | PlayStation | [ 24 ]         |
| 1995 | Jumping Flash!                                                       | PlayStation | [ 24 ]         |
| 1995 | Arc the Lad                                                          | PlayStation | [ 24 ]         |
| 1995 | Philosoma                                                            | PlayStation | [ 24 ]         |
| 1995 | Hermie Hopperhead: Scrap Panic                                       | PlayStation | [ 24 ]         |
| 1995 | Wizardry VII: Crusaders of the Dark Savant                           | PlayStation | [ 24 ]         |
| 1995 | Sengoku Cyber: Fujimaru Jigoku Hen                                   | PlayStation | [ 24 ]         |
| 1995 | Beyond the Beyond                                                    | PlayStation | [ 24 ]         |
| 1995 | Sentou Kokka: Air Land Battle                                        | PlayStation | [ 24 ]         |
| 1995 | Project Horned Owl                                                   | PlayStation | [ 24 ]         |
| 1996 | Jumping Flash! 2                                                     | PlayStation | [ 24 ]         |
| 1996 | Popolocrois                                                          | PlayStation | [ 24 ]         |
| 1996 | Eigo no Tetsujin: Center Shiken Trial                                | PlayStation | [ 24 ]         |
| 1996 | Victory Zone 2                                                       | PlayStation | [ 24 ]         |
| 1996 | Arc the Lad II                                                       | PlayStation | [ 24 ]         |
| 1996 | Rurouni Kenshin: Meiji Kenyaku Romantan – Ishin Gekitou Hen          | PlayStation | [ 24 ]         |
| 1996 | PaRappa the Rapper                                                   | PlayStation | [ 24 ]         |
| 1996 | Fluid                                                                | PlayStation | [ 24 ]         |
| 1996 | Wild Arms                                                            | PlayStation | [ 24 ]         |
| 1997 | I.Q.: Intelligent Qube                                               | PlayStation | [ 24 ]         |
| 1997 | Sentou Kokka Kai: Improved                                           | PlayStation | [ 24 ]         |
| 1997 | Alundra                                                              | PlayStation | [ 24 ]         |
| 1997 | Velldeselba Senki: Tsubasa no Kunshou                                | PlayStation | [ 24 ]         |
| 1997 | Pet in TV                                                            | PlayStation | [ 24 ]         |
| 1997 | Baby Universe                                                        | PlayStation | [ 24 ]         |
| 1997 | Quest for Fame                                                       | PlayStation | [ 24 ]         |
| 1997 | Ghost in the Shell                                                   | PlayStation | [ 24 ]         |
| 1997 | Everybody’s Golf                                                     | PlayStation | [ 24 ]         |
| 1997 | Arc the Lad: Monster Game with Casino Game                           | PlayStation | [ 24 ]         |
| 1997 | Linda³ Again                                                         | PlayStation | [ 24 ]         |
| 1997 | The Granstream Saga                                                  | PlayStation | [ 24 ]         |
| 1997 | Crime Crackers 2                                                     | PlayStation | [ 24 ]         |
| 1997 | Elemental Gearbolt                                                   | PlayStation | [ 24 ]         |
| 1997 | Rurouni Kenshin: Meiji Kenkaku Romantan – Juu Yuushi Inbou Hen       | PlayStation | [ 24 ]         |
| 1998 | PlayStation Comic No. 1 – Space Adventure Cobra: The Psycogun Vol. 1 | PlayStation | [ 24 ]         |
| 1998 | PlayStation Comic No. 1 – Space Adventure Cobra: The Psycogun Vol. 2 | PlayStation | [ 24 ]         |
| 1998 | Zero Pilot: Ginyoku no Senshi                                        | PlayStation | [ 24 ]         |
| 1998 | PlayStation Comic No. 2 – Carol the Dark Angel                       | PlayStation | [ 24 ]         |
| 1998 | Tomoyasu Hotei: Stolen Song                                          | PlayStation | [ 24 ]         |
| 1998 | Devil Dice                                                           | PlayStation | [ 24 ]         |
| 1998 | Yarudora Series Vol. 1: Double Cast                                  | PlayStation | [ 24 ]         |
| 1998 | Souten no Shirokikami no Kura Great Peak                             | PlayStation | [ 24 ]         |
| 1998 | Yarudora Series Vol. 2: Kisetsu wo Dakishimete                       | PlayStation | [ 24 ]         |
| 1998 | Yarudora Series Vol. 3: Sampaguita                                   | PlayStation | [ 24 ]         |
| 1998 | Legend of Legaia                                                     | PlayStation | [ 24 ]         |
| 1998 | Yarudora Series Vol. 4: Yukiwari no Hana                             | PlayStation | [ 24 ]         |
| 1998 | PopoRogue                                                            | PlayStation | [ 24 ]         |
| 1998 | Wonder Trek                                                          | PlayStation | [ 24 ]         |
| 1998 | PlayStation Comic No. 3 – 2999 Game Kids                             | PlayStation | [ 24 ]         |
| 1998 | I.Q. Final                                                           | PlayStation | [ 24 ]         |

### 1999–2000
| Jahr | Titel                                             | Plattformen   | Quellenangaben |
| ---- | ------------------------------------------------- | ------------- | -------------- |
| 1999 | Circadia                                          | PlayStation   | [ 25 ]         |
| 1999 | Pocket MuuMuu                                     | PlayStation   | [ 25 ]         |
| 1999 | PlayStation Comic No. 4 – Cobra Galaxy Knights    | PlayStation   | [ 25 ]         |
| 1999 | Global Force: New Battle Nation                   | PlayStation   | [ 25 ]         |
| 1999 | Um Jammer Lammy                                   | PlayStation   | [ 25 ]         |
| 1999 | Pocket Dungeon                                    | PlayStation   | [ 25 ]         |
| 1999 | Tamago de Puzzle                                  | PlayStation   | [ 25 ]         |
| 1999 | PlayStation Comic No. 5 – Buzzer Beater (Part 1)  | PlayStation   | [ 25 ]         |
| 1999 | PlayStation Comic No. 5 – Buzzer Beater (Part 2)  | PlayStation   | [ 25 ]         |
| 1999 | Lord of Monsters                                  | PlayStation   | [ 25 ]         |
| 1999 | Ore no Shikabane wo Koete Yuke                    | PlayStation   | [ 25 ]         |
| 1999 | Ape Escape                                        | PlayStation   | [ 25 ]         |
| 1999 | The Book Of WaterMarks                            | PlayStation   | [ 25 ]         |
| 1999 | Gekisou TomaRunner                                | PlayStation   | [ 25 ]         |
| 1999 | Doko Demo Issyo                                   | PlayStation   | [ 25 ]         |
| 1999 | Everybody’s Golf 2                                | PlayStation   | [ 25 ]         |
| 1999 | Panekit                                           | PlayStation   | [ 25 ]         |
| 1999 | Wild Arms 2                                       | PlayStation   | [ 25 ]         |
| 1999 | Ore no Ryouri                                     | PlayStation   | [ 25 ]         |
| 1999 | Paqa                                              | PlayStation   | [ 25 ]         |
| 1999 | Robbit Mon Dieu                                   | PlayStation   | [ 25 ]         |
| 1999 | Brightis                                          | PlayStation   | [ 25 ]         |
| 1999 | Poketan                                           | PlayStation   | [ 25 ]         |
| 1999 | Arc the Lad III                                   | PlayStation   | [ 25 ]         |
| 1999 | Pet in TV with My Dear Dog                        | PlayStation   | [ 25 ]         |
| 1999 | Alundra 2: A New Legend Begins                    | PlayStation   | [ 25 ]         |
| 1999 | Legend of Dragoon                                 | PlayStation   | [ 25 ]         |
| 1999 | Vib-Ribbon                                        | PlayStation   | [ 25 ]         |
| 1999 | Love & Destroy                                    | PlayStation   | [ 25 ]         |
| 1999 | XI [sai] Jumbo                                    | PlayStation   | [ 25 ]         |
| 2000 | Pocket Jiman                                      | PlayStation   | [ 25 ]         |
| 2000 | Beat Planet Music                                 | PlayStation   | [ 25 ]         |
| 2000 | Popolocrois II                                    | PlayStation   | [ 25 ]         |
| 2000 | Chase the Express                                 | PlayStation   | [ 25 ]         |
| 2000 | Koneko mo Issyo: Doko Demo Issyo Tsuika Disc      | PlayStation   | [ 25 ]         |
| 2000 | Addie no Okurimono: To Moze from Addie            | PlayStation   | [ 25 ]         |
| 2000 | Fantasvision                                      | PlayStation 2 | [ 25 ]         |
| 2000 | I.Q. Remix+: Intelligent Qube                     | PlayStation 2 | [ 25 ]         |
| 2000 | Tiny Bullets                                      | PlayStation   | [ 25 ]         |
| 2000 | Docchi Meccha!                                    | PlayStation   | [ 25 ]         |
| 2000 | Aconcagua                                         | PlayStation   | [ 25 ]         |
| 2000 | Boku no Natsuyasumi                               | PlayStation   | [ 25 ]         |
| 2000 | Scandal                                           | PlayStation 2 | [ 25 ]         |
| 2000 | TVDJ                                              | PlayStation 2 | [ 25 ]         |
| 2000 | Gekitotsu Toma L’Arc: TomaRunner vs L’Arc-en-Ciel | PlayStation   | [ 25 ]         |
| 2000 | Bikkuri Mouse                                     | PlayStation 2 | [ 25 ]         |
| 2000 | Magical Dice Kids                                 | PlayStation   | [ 25 ]         |
| 2000 | Bealphareth                                       | PlayStation   | [ 25 ]         |
| 2000 | Gunparade March                                   | PlayStation   | [ 25 ]         |
| 2000 | Kouashi Kikou Shidan: Bein Panzer                 | PlayStation   | [ 25 ]         |
| 2000 | Shachou Eiyuuden: The Eagle Shooting Heroes       | PlayStation   | [ 25 ]         |
| 2000 | Koko Hore! Pukka: Dig a-Dig Pukka                 | PlayStation   | [ 25 ]         |
| 2000 | Dark Cloud                                        | PlayStation 2 | [ 25 ]         |
| 2000 | Blood: The Last Vampire (Volume One)              | PlayStation 2 | [ 25 ]         |
| 2000 | Blood: The Last Vampire (Final Volume)            | PlayStation 2 | [ 25 ]         |

### 2001–2002
| Jahr | Titel                                       | Plattformen   | Quellenangaben |
| ---- | ------------------------------------------- | ------------- | -------------- |
| 2001 | Sagashi ni Ikou Yo                          | PlayStation 2 | [ 26 ]         |
| 2001 | Sky Odyssey                                 | PlayStation 2 | [ 26 ]         |
| 2001 | Tsugunai: Atonement                         | PlayStation 2 | [ 26 ]         |
| 2001 | Extermination                               | PlayStation 2 | [ 26 ]         |
| 2001 | Okage: Shadow King                          | PlayStation 2 | [ 26 ]         |
| 2001 | Check-i-TV                                  | PlayStation 2 | [ 26 ]         |
| 2001 | Phase Paradox                               | PlayStation 2 | [ 26 ]         |
| 2001 | iMode mo Issyo: Doko Demo Issyo Tsuika Disc | PlayStation   | [ 26 ]         |
| 2001 | Mister Mosquito                             | PlayStation 2 | [ 26 ]         |
| 2001 | Rimo Cocoron                                | PlayStation 2 | [ 26 ]         |
| 2001 | Pipo Saru 2001                              | PlayStation 2 | [ 26 ]         |
| 2001 | Everybody’s Golf 3                          | PlayStation 2 | [ 26 ]         |
| 2001 | PaRappa the Rapper 2                        | PlayStation 2 | [ 26 ]         |
| 2001 | Sky Gunner                                  | PlayStation 2 | [ 26 ]         |
| 2001 | The Yamanote Sen: Train Simulator Real      | PlayStation 2 | [ 26 ]         |
| 2001 | Mad Maestro!                                | PlayStation 2 | [ 26 ]         |
| 2001 | Genshi no Kotoba                            | PlayStation 2 | [ 26 ]         |
| 2001 | Seigi no Mikata                             | PlayStation 2 | [ 26 ]         |
| 2001 | Bravo Music: Christmas Edition              | PlayStation 2 | [ 26 ]         |
| 2001 | Legaia 2: Duel Saga                         | PlayStation 2 | [ 26 ]         |
| 2001 | Toro to Kyuujitsu                           | PlayStation 2 | [ 26 ]         |
| 2001 | Yoake no Mariko                             | PlayStation 2 | [ 26 ]         |
| 2001 | Ico                                         | PlayStation 2 | [ 26 ]         |
| 2002 | Bravo Music: Chou Meikyoku Ban              | PlayStation 2 | [ 26 ]         |
| 2002 | Yoake no Mariko 2nd Act                     | PlayStation 2 | [ 26 ]         |
| 2002 | Dual Hearts                                 | PlayStation 2 | [ 26 ]         |
| 2002 | Wild Arms 3                                 | PlayStation 2 | [ 26 ]         |
| 2002 | Surveillance Kanshisha                      | PlayStation 2 | [ 26 ]         |
| 2002 | Otostaz                                     | PlayStation 2 | [ 26 ]         |
| 2002 | Popolocrois: Hajimari no Boken              | PlayStation 2 | [ 26 ]         |
| 2002 | Futari no Fantavision                       | PlayStation 2 | [ 26 ]         |
| 2002 | Boku no Natsuyasumi 2: Umi no Bouken Hen    | PlayStation 2 | [ 26 ]         |
| 2002 | Ape Escape 2                                | PlayStation 2 | [ 26 ]         |
| 2002 | Poinie’s Poin                               | PlayStation 2 | [ 26 ]         |
| 2002 | Space Fishermen                             | PlayStation 2 | [ 26 ]         |
| 2002 | The Keihinkyuukou: Train Simulator Real     | PlayStation 2 | [ 26 ]         |
| 2002 | Dark Chronicle                              | PlayStation 2 | [ 26 ]         |
| 2002 | Gacharoku                                   | PlayStation 2 | [ 26 ]         |
| 2002 | Let’s Bravo Music                           | PlayStation 2 | [ 26 ]         |
| 2002 | XI Go                                       | PlayStation 2 | [ 26 ]         |

### 2003–2005
| Jahr | Titel                                     | Plattformen          | Quellenangaben |
| ---- | ----------------------------------------- | -------------------- | -------------- |
| 2003 | Lifeline                                  | PlayStation 2        | [ 10 ]         |
| 2003 | DekaVoice                                 | PlayStation 2        | [ 10 ]         |
| 2003 | Shibai Michi                              | PlayStation 2        | [ 10 ]         |
| 2003 | Arc the Lad: Twilight of the Spirits      | PlayStation 2        | [ 10 ]         |
| 2003 | Doko Demo Issyo: Watashi na Ehon          | PlayStation 2        | [ 10 ]         |
| 2003 | Minna no Golf Online                      | PlayStation 2        | [ 10 ]         |
| 2003 | Ka 2: Let's Go Hawaii                     | PlayStation 2        | [ 10 ]         |
| 2003 | Hungry Ghosts                             | PlayStation 2        | [ 10 ]         |
| 2003 | Flipnic: Ultimate Pinball                 | PlayStation 2        | [ 10 ]         |
| 2003 | ChainDive                                 | PlayStation 2        | [ 10 ]         |
| 2003 | Mojib-Ribbon                              | PlayStation 2        | [ 10 ]         |
| 2003 | Kuma Uta                                  | PlayStation 2        | [ 10 ]         |
| 2003 | Wild Arms: Alter Code F                   | PlayStation 2        | [ 10 ]         |
| 2003 | Everybody’s Golf 4                        | PlayStation 2        | [ 10 ]         |
| 2003 | Gacharoku 2: Kondo ha Sekai Isshuu Yo!    | PlayStation 2        | [ 10 ]         |
| 2004 | Ghost in the Shell: Stand Alone Complex   | PlayStation 2        | [ 10 ]         |
| 2004 | Popolocrois: Tsuki no Okite no Bouken     | PlayStation 2        | [ 10 ]         |
| 2004 | Doko Demo Issyo: Toro to Nagareboshi      | PlayStation 2        | [ 10 ]         |
| 2004 | Koufuku Sousakan                          | PlayStation 2        | [ 10 ]         |
| 2004 | Vib-Ripple                                | PlayStation 2        | [ 10 ]         |
| 2004 | Ape Escape: Pumped & Primed               | PlayStation 2        | [ 10 ]         |
| 2004 | Finny the Fish & the Seven Waters         | PlayStation 2        | [ 10 ]         |
| 2004 | DJbox                                     | PlayStation 2        | [ 10 ]         |
| 2004 | EyeToy: Monkey Mania                      | PlayStation 2        | [ 10 ]         |
| 2004 | Doko Demo Issyo: Toro to Ippaii           | PlayStation 2        | [ 10 ]         |
| 2004 | Waga Ryuomiyo: Pride of The Dragon Peace  | PlayStation 2        | [ 10 ]         |
| 2004 | Bakufuu Slash! Kizna Arashi               | PlayStation 2        | [ 10 ]         |
| 2004 | Arc the Lad: End of Darkness              | PlayStation 2        | [ 10 ]         |
| 2004 | Everybody’s Golf Portable                 | PlayStation Portable | [ 10 ]         |
| 2004 | Doko Demo Issyo                           | PlayStation Portable | [ 10 ]         |
| 2004 | Ape Escape Academy                        | PlayStation Portable | [ 10 ]         |
| 2005 | Popolocrois                               | PlayStation Portable | [ 10 ]         |
| 2005 | Ape Escape: On The Loose                  | PlayStation Portable | [ 10 ]         |
| 2005 | Wild Arms 4                               | PlayStation 2        | [ 10 ]         |
| 2005 | Bokura no Kazoku                          | PlayStation 2        | [ 10 ]         |
| 2005 | Bleach: Heat the Soul                     | PlayStation Portable | [ 10 ]         |
| 2005 | Derby Time                                | PlayStation Portable | [ 10 ]         |
| 2005 | Genji: Dawn of the Samurai                | PlayStation 2        | [ 10 ]         |
| 2005 | Kenran Butousai                           | PlayStation 2        | [ 10 ]         |
| 2005 | Ape Escape 3                              | PlayStation 2        | [ 10 ]         |
| 2005 | Kingdom of Paradise                       | PlayStation Portable | [ 10 ]         |
| 2005 | Yarudora Portable: Double Cast            | PlayStation Portable | [ 10 ]         |
| 2005 | Yarudora Portable: Kisetsu wo Dakishimete | PlayStation Portable | [ 10 ]         |
| 2005 | Yarudora Portable: Sampaguita             | PlayStation Portable | [ 10 ]         |
| 2005 | Yarudora Portable: Yukiwari no Hana       | PlayStation Portable | [ 10 ]         |
| 2005 | Bleach: Erabareshi Tamashii               | PlayStation 2        | [ 10 ]         |
| 2005 | Bleach: Heat the Soul 2                   | PlayStation Portable | [ 10 ]         |
| 2005 | Ghost in the Shell: Stand Alone Complex   | PlayStation Portable | [ 10 ]         |
| 2005 | Mawaza                                    | PlayStation 2        | [ 10 ]         |
| 2005 | Shadow of the Colossus                    | PlayStation 2        | [ 10 ]         |
| 2005 | Fuku Fuku no Shima                        | PlayStation Portable | [ 10 ]         |
| 2005 | Talkman                                   | PlayStation Portable | [ 10 ]         |
| 2005 | Ape Academy 2                             | PlayStation Portable | [ 10 ]         |
| 2005 | Work Time Fun                             | PlayStation Portable | [ 10 ]         |

### 2006–2007
| Jahr | Titel                                                        | Plattformen          | Quellenangaben |
| ---- | ------------------------------------------------------------ | -------------------- | -------------- |
| 2006 | Gunparade Orchestra: Shiro no Shou – Aomori Penguin Densetsu | PlayStation Portable | [ 11 ]         |
| 2006 | Rule of Rose                                                 | PlayStation 2        | [ 11 ]         |
| 2006 | Yarudora Portable: Blood The Last Vampire                    | PlayStation 2        | [ 11 ]         |
| 2006 | Bleach: Hanatareshi Yabou                                    | PlayStation 2        | [ 11 ]         |
| 2006 | Monster Kingdom: Jewel Summoner                              | PlayStation Portable | [ 11 ]         |
| 2006 | Blade Dancer: Lineage of Light                               | PlayStation Portable | [ 11 ]         |
| 2006 | Derby Time 2006                                              | PlayStation Portable | [ 11 ]         |
| 2006 | Bomberman: Bakufuu Sentai Bombermen                          | PlayStation Portable | [ 11 ]         |
| 2006 | XI Coliseum                                                  | PlayStation Portable | [ 11 ]         |
| 2006 | I.Q. Mania                                                   | PlayStation Portable | [ 11 ]         |
| 2006 | Gunparade Orchestra: Midori no Shou – Ookami to Ano Shounen  | PlayStation 2        | [ 11 ]         |
| 2006 | Talkman Euro                                                 | PlayStation Portable | [ 11 ]         |
| 2006 | Doko Demo Issyo: Let's Gakkou!                               | PlayStation Portable | [ 11 ]         |
| 2006 | Boku no Natsuyasumi Portable                                 | PlayStation Portable | [ 11 ]         |
| 2006 | Brave Story: New Traveller                                   | PlayStation Portable | [ 11 ]         |
| 2006 | Brave Story: Wataru's Adventure                              | PlayStation 2        | [ 11 ]         |
| 2006 | Saru! Get You! Million Monkeys                               | PlayStation 2        | [ 11 ]         |
| 2006 | LocoRoco                                                     | PlayStation Portable | [ 11 ]         |
| 2006 | Gunparade Orchestra: Ao no Shou                              | PlayStation 2        | [ 11 ]         |
| 2006 | Bleach: Heat the Soul 3                                      | PlayStation Portable | [ 11 ]         |
| 2006 | Blood+: Souyoku no Battle Rondo                              | PlayStation 2        | [ 11 ]         |
| 2006 | Blood+: Final Piece                                          | PlayStation Portable | [ 11 ]         |
| 2006 | Everybody’s Tennis                                           | PlayStation 2        | [ 11 ]         |
| 2006 | Bleach: Blade Battlers                                       | PlayStation 2        | [ 11 ]         |
| 2006 | Tenchi no Mon 2: Busouden                                    | PlayStation Portable | [ 11 ]         |
| 2006 | Genji: Days of the Blade                                     | PlayStation 3        | [ 11 ]         |
| 2006 | Jeanne d'Arc                                                 | PlayStation Portable | [ 11 ]         |
| 2006 | PaRappa the Rapper                                           | PlayStation Portable | [ 11 ]         |
| 2006 | Saru! Get You! Pipo Saru Racer                               | PlayStation Portable | [ 11 ]         |
| 2006 | Wild Arms 5                                                  | PlayStation 2        | [ 11 ]         |
| 2006 | P-kara                                                       | PlayStation Portable | [ 11 ]         |
| 2007 | Talkman-Shiki Shaberingual Eigkaiwa                          | PlayStation Portable | [ 11 ]         |
| 2007 | Kikou Souhei Armodyne                                        | PlayStation 2        | [ 11 ]         |
| 2007 | Rogue Galaxy                                                 | PlayStation 2        | [ 11 ]         |
| 2007 | Bleach: Heat the Soul 4                                      | PlayStation Portable | [ 11 ]         |
| 2007 | Minna no Golf Ba Vol. 1                                      | PlayStation Portable | [ 11 ]         |
| 2007 | Folklore                                                     | PlayStation 3        | [ 11 ]         |
| 2007 | Piyotama                                                     | PlayStation 3        | [ 11 ]         |
| 2007 | Talkman-Shiki Shaberingual Eigkaiwa for Kids!                | PlayStation Portable | [ 11 ]         |
| 2007 | Boku no Natsuyasumi 3                                        | PlayStation 3        | [ 11 ]         |
| 2007 | Everybody’s Golf 5                                           | PlayStation 3        | [ 11 ]         |
| 2007 | Saru! Get You! SaruSaru Big Mission                          | PlayStation Portable | [ 11 ]         |
| 2007 | Minna no Golf Ba Vol. 2                                      | PlayStation Portable | [ 11 ]         |
| 2007 | Wild Arms XF                                                 | PlayStation Portable | [ 11 ]         |
| 2007 | Rezel Cross                                                  | PlayStation Portable | [ 11 ]         |
| 2007 | LocoRoco Cocoreccho!                                         | PlayStation 3        | [ 11 ]         |
| 2007 | Bleach: Blade Battlers 2nd                                   | PlayStation 2        | [ 11 ]         |
| 2007 | Go! Sports Ski                                               | PlayStation 3        | [ 11 ]         |
| 2007 | Minna no Golf Ba Vol. 3                                      | PlayStation Portable | [ 11 ]         |
| 2007 | The Eye of Judgment                                          | PlayStation 3        | [ 11 ]         |
| 2007 | Toy Home                                                     | PlayStation 3        | [ 11 ]         |
| 2007 | Minna no Golf Ba Vol. 4                                      | PlayStation Portable | [ 11 ]         |
| 2007 | Dark Mist                                                    | PlayStation 3        | [ 11 ]         |
| 2007 | What Did I Do to Deserve This, My Lord?                      | PlayStation Portable | [ 11 ]         |
| 2007 | Everybody’s Golf Portable 2                                  | PlayStation Portable | [ 11 ]         |
| 2007 | Talkman Travel                                               | PlayStation Portable | [ 11 ]         |
| 2007 | Doko Demo Issyo: Let's Gakkou! Training Hen                  | PlayStation Portable | [ 11 ]         |
| 2007 | Patapon                                                      | PlayStation Portable | [ 11 ]         |

### 2008–2009
| Jahr | Titel                                     | Plattformen          | Quellenangaben |
| ---- | ----------------------------------------- | -------------------- | -------------- |
| 2008 | Sky Diving                                | PlayStation 3        | [ 12 ]         |
| 2008 | Coded Soul: Uketsugareshi Idea            | PlayStation Portable | [ 12 ]         |
| 2008 | MyStylist                                 | PlayStation Portable | [ 12 ]         |
| 2008 | Echochrome                                | PlayStation Portable | [ 12 ]         |
| 2008 | Echochrome                                | PlayStation 3        | [ 12 ]         |
| 2008 | Nippon no Asoko de                        | PlayStation Portable | [ 12 ]         |
| 2008 | Bleach: Heat the Soul 5                   | PlayStation Portable | [ 12 ]         |
| 2008 | Shiki-Tei                                 | PlayStation 3        | [ 12 ]         |
| 2008 | The Last Guy                              | PlayStation 3        | [ 12 ]         |
| 2008 | Afrika                                    | PlayStation 3        | [ 12 ]         |
| 2008 | Xam’d: Lost Memories                      | Video                | [ 12 ]         |
| 2008 | Aquanaut’s Holiday: Hidden Memories       | PlayStation 3        | [ 12 ]         |
| 2008 | What Did I Do to Deserve This, My Lord? 2 | PlayStation Portable | [ 12 ]         |
| 2008 | Bleach: Soul Carnival                     | PlayStation Portable | [ 12 ]         |
| 2008 | Derby Time Online                         | PlayStation 3        | [ 12 ]         |
| 2008 | Patapon 2                                 | PlayStation Portable | [ 12 ]         |
| 2008 | LocoRoco 2                                | PlayStation Portable | [ 12 ]         |
| 2008 | Minnya no Putter Golf                     | PlayStation 3        | [ 12 ]         |
| 2008 | White Knight Chronicles                   | PlayStation 3        | [ 12 ]         |
| 2009 | Dress                                     | PlayStation 3        | [ 12 ]         |
| 2009 | Enkaku Sousa: Shinjitsu e no 23 Nichikan  | PlayStation Portable | [ 12 ]         |
| 2009 | Demon’s Souls                             | PlayStation 3        | [ 12 ]         |
| 2009 | Ape Quest                                 | PlayStation Portable | [ 12 ]         |
| 2009 | Trash Panic                               | PlayStation 3        | [ 12 ]         |
| 2009 | Bleach: Heat the Soul 6                   | PlayStation Portable | [ 12 ]         |
| 2009 | Juusei to Diamond                         | PlayStation Portable | [ 12 ]         |
| 2009 | Numblast                                  | PlayStation Portable | [ 12 ]         |
| 2009 | Numblast                                  | PlayStation 3        | [ 12 ]         |
| 2009 | Boku no Natsuyasumi 4                     | PlayStation Portable | [ 12 ]         |
| 2009 | Toro to Morimori                          | PlayStation 3        | [ 12 ]         |
| 2009 | Everybody's Sukkiri                       | PlayStation Portable | [ 12 ]         |
| 2009 | Echoshift                                 | PlayStation Portable | [ 12 ]         |
| 2009 | LocoRoco Midnight Carnival                | PlayStation Portable | [ 12 ]         |
| 2009 | Bleach: Soul Carnival 2                   | PlayStation Portable | [ 12 ]         |

### 2010–2014
| Jahr | Titel                                       | Plattformen          | Quellenangaben |
| ---- | ------------------------------------------- | -------------------- | -------------- |
| 2010 | Patchwork Heroes                            | PlayStation Portable | [ 13 ]         |
| 2010 | Everybody’s Tennis Portable                 | PlayStation Portable | [ 13 ]         |
| 2010 | The Eye of Judgment: Legends                | PlayStation Portable | [ 13 ]         |
| 2010 | No Heroes Allowed                           | PlayStation Portable | [ 13 ]         |
| 2010 | Influence                                   | PlayStation Portable | [ 13 ]         |
| 2010 | Piyotama                                    | PlayStation Portable | [ 13 ]         |
| 2010 | Boku no Natsuyasumi 2                       | PlayStation Portable | [ 13 ]         |
| 2010 | White Knight Chronicles II                  | PlayStation 3        | [ 13 ]         |
| 2010 | Trick×Logic Season 1                        | PlayStation Portable | [ 13 ]         |
| 2010 | Bleach: Heat the Soul 7                     | PlayStation Portable | [ 13 ]         |
| 2010 | Trick×Logic Season 2                        | PlayStation Portable | [ 13 ]         |
| 2010 | Kung Fu Rider                               | PlayStation 3        | [ 13 ]         |
| 2010 | Beat Sketcher                               | PlayStation 3        | [ 13 ]         |
| 2010 | PlayStation Move Ape Escape                 | PlayStation 3        | [ 13 ]         |
| 2010 | Echochrome II                               | PlayStation 3        | [ 13 ]         |
| 2011 | White Knight Chronicles: Origins            | PlayStation Portable | [ 13 ]         |
| 2011 | Patapon 3                                   | PlayStation Portable | [ 13 ]         |
| 2011 | Bleach: Soul Resurrección                   | PlayStation 3        | [ 13 ]         |
| 2011 | The Ico & Shadow of the Colossus Collection | PlayStation 3        | [ 13 ]         |
| 2011 | Ico                                         | PlayStation 3        | [ 13 ]         |
| 2011 | Ore no Shikabane wo Koete Yuke              | PlayStation Portable | [ 13 ]         |
| 2011 | Everybody’s Golf 6                          | PlayStation Vita     | [ 13 ]         |
| 2012 | Tokyo Jungle                                | PlayStation 3        | [ 13 ]         |
| 2012 | Everybody’s Golf 6                          | PlayStation 3        | [ 13 ]         |
| 2012 | Open Me!                                    | PlayStation Vita     | [ 13 ]         |
| 2012 | Paint Park                                  | PlayStation Vita     | [ 13 ]         |
| 2013 | Soul Sacrifice                              | PlayStation Vita     | [ 13 ]         |
| 2013 | Puppeteer                                   | PlayStation 3        | [ 13 ]         |
| 2013 | Rain                                        | PlayStation 3        | [ 13 ]         |
| 2013 | No Heroes Allowed: No Puzzles Either!       | PlayStation Vita     | [ 13 ]         |
| 2014 | Knack                                       | PlayStation 4        | [ 13 ]         |
| 2014 | Soul Sacrifice Delta                        | PlayStation Vita     | [ 13 ]         |
| 2014 | Destiny of Spirits                          | PlayStation Vita     | [ 13 ]         |
| 2014 | Freedom Wars                                | PlayStation Vita     | [ 13 ]         |
| 2014 | Oreshika: Tainted Bloodlines                | PlayStation Vita     | [ 13 ]         |

### 2015–2020
| Jahr | Titel                  | Plattformen   | Quellenangaben |
| ---- | ---------------------- | ------------- | -------------- |
| 2015 | Bloodborne             | PlayStation 4 | [ 14 ]         |
| 2016 | The Tomorrow Children  | PlayStation 4 | [ 14 ]         |
| 2016 | The Last Guardian      | PlayStation 4 | [ 14 ]         |
| 2017 | PaRappa the Rapper     | PlayStation 4 | [ 14 ]         |
| 2017 | LocoRoco               | PlayStation 4 | [ 14 ]         |
| 2017 | Everybody’s Golf       | PlayStation 4 | [ 14 ]         |
| 2017 | Patapon                | PlayStation 4 | [ 14 ]         |
| 2017 | Knack II               | PlayStation 4 | [ 14 ]         |
| 2017 | No Heroes Allowed! VR  | PlayStation 4 | [ 14 ]         |
| 2017 | LocoRoco 2             | PlayStation 4 | [ 14 ]         |
| 2018 | Shadow of the Colossus | PlayStation 4 | [ 14 ]         |
| 2018 | Déraciné               | PlayStation 4 | [ 14 ]         |
| 2019 | Everybody’s Golf VR    | PlayStation 4 | [ 14 ]         |
| 2020 | Patapon 2              | PlayStation 4 | [ 14 ]         |
| 2020 | Demon’s Souls          | PlayStation 5 | [ 17 ]         |